# Su Pizzinneddu
Su Pizzinneddu (in italiano: "Il Bambinello") è un tradizionale canto natalizio sardo, ed è una ninna nanna dedicata a Gesù. Fu inciso per la prima volta dal Coro di Nuoro nel loro album del 1975 Canti popolari della Sardegna (con arrangiamento di Gian Paolo Mele) e successivamente da Maria Carta nel 1978 nel suo album Umbras. Insieme ai canti di Pietro Casu (tra i quali Naschid’est in sa cabanna e Notte de chelu) fa parte del repertorio dei canti natalizi della Sardegna.

## Testo
Celeste teśoro 
d'eterna allegria
drommi vida e coro 
repośa e ninnìa
(rit.1 coro)
Drommi vida e coro
repośa e ninnìa
drommi vida e coro
repośa e ninnìa
Su pizzineddu non porta manteddu
Non porta manteddu, ne mancu curittu
e in die de vrittu 
non nara tittia
(rit. 1 coro)Dormi vida e coro ....
Giuśeppe diciośu 
agiuada a ninnare,
chie enit pro adorare
su re poderośu 
gośaat de su gośu 
chi Deus nos inbìat
(rit.1 coro) Drommi vida e coro ....
Sos res de oriente 
cun grande decoro
incensu mirra e oro
a Geśu li doneśint
(rit.2 coro)
Evviva Maria e Maria viva
evviva Maria e Maria viva
In su riu Giordano Giuanne Battista
cun sa sua manu a Geśu battiźeśi
(rit.2 coro)
Evviva Maria e Maria viva
evviva Maria e Maria viva

## Interpreti
- Coro di Nuoro nell'album  "Canti popolari della Sardegna", 1975, Tirsu, LP. 715  con il titolo "Su Ninnieddu"
- Maria Carta nel suo album Umbras, 1978
- Coro Barbagia con il titolo "Su Ninnieddu"
- Talinos, nell'album di esordio "Talinos", 2012
- Stefano Garau
- Sos Canarjos